# Liste der türkischen Generalkonsule in Jerusalem
Das Generalkonsulat ist mit Aufgaben, die einer Auslandsvertretung in Umfang und Qualität entsprechen, betraut. Der Amtsbezirk umfasst die Palästinensischen Autonomiegebiete.
| Ernennung Exequatur | Generalkonsul          | Bemerkung | Ministerpräsident der Türkei | Posten verlassen |
| ------------------- | ---------------------- | --- | ---------------------------- | ---------------- |
| 24. Juni 1925       | Hasan Basri Lostar     | | Ali Fethi Bey                | 17. März 1927    |
| 17. März 1927       | Mehmet Refik Durmaz    | | Ali Fethi Bey                | 30. Juni 1928    |
| 20. Juli 1928       | Atıf Kor               | | Ali Fethi Bey                | 22. Nov. 1930    |
| 12. Apr. 1931       | Hasan Sabri Kezrak     | | Ali Fethi Bey                | 31. Aug. 1931    |
| 9. Sep. 1931        | Rüşemi Bey             | | Ali Fethi Bey                | 30. Mai 1932     |
| 6. Juli 1932        | Talat Kayaalp Bey      | | Ali Fethi Bey                | 4. Dez. 1934     |
| 7. Dez. 1934        | Ahmed Umar             | | Ali Fethi Bey                | 24. Juli 1938    |
| 25. Juli 1938       | Cemal Tevfik Karasapan | | Celâl Bayar                  | 16. Apr. 1942    |
| 9. Mai 1942         | Hilmi Kamil Bayur      | | Ahmet Fikri Tüzer            | 10. Aug. 1943    |
| 25. Sep. 1943       | Fuad Aktan             | | Ahmet Fikri Tüzer            | 13. Juli 1945    |
| 12. Okt. 1945       | Ahmet Rüştü Demirel    | | Ahmet Fikri Tüzer            | 31. Juli 1949    |
| 25. Nov. 1949       | Burhan Işın            | | Şemsettin Günaltay           | 18. Feb. 1951    |
| 19. Feb. 1951       | Fuat Bayramoğlu        | (* 1912; † 1996) Konsul in Nikosia, 1957–1959: Botschafter in Oslo, 1959–1960: Botschafter in Bagdad, 1960–1962: Botschafter in Teheran, 1962–1963: Botschafter in Rom, 1964–1967: Botschafter in Brüssel, 1967–1969: Botschafter in Rom, 1969–1971: Botschafter in Moskau. | Adnan Menderes               | 9. Sep. 1953     |
| 29. Nov. 1953       | Hakkı Kentli           | | Adnan Menderes               | 13. Juli 1959    |
| 21. Feb. 1961       | Sadullah Eygi          | | Emin Fahrettin Özdilek       | 25. März 1961    |
| 25. März 1961       | Kemal Yurdadoğan       | | Emin Fahrettin Özdilek       | 18. Sep. 1961    |
| 19. Sep. 1961       | Celalettin Ziyal       | | Emin Fahrettin Özdilek       | 15. Okt. 1964    |
| 15. Okt. 1964       | Halil Kaya Pirnar      | | İsmet İnönü                  | 2. Sep. 1966     |
| 3. Sep. 1966        | Ali Refik İleri        | | Suad Hayri Ürgüplü           | 15. Juli 1971    |
| 27. Juli 1971       | Behiç Kışınbay         | | Nihat Erim                   | 17. Aug. 1975    |
| 31. Aug. 1975       | Aydın Alacakaptan      | (* 1932) studierte Rechtswissenschaft an der Universität Ankara, 1971–1973: Unterstaatssekretär im Ministerium für Tourismus, 1978 bis 1980: Botschafter in Damaskus, 1984 bis 1986: Botschafter in Jakarta.                                                                | Süleyman Demirel             | 16. Okt. 1977    |
| 31. Okt. 1977       | Yusuf Kadri Dicle      | | Süleyman Demirel             | 7. Juli 1978     |
| 1. Apr. 1980        | Ülkü Karatay           | | Bülent Ulusu                 |                  |
| 1. Okt. 1992        | Işık Akın              | | Süleyman Demirel             | 17. Aug. 1996    |
| 1. Sep. 1996        | Ethem Tokdemir         | | Necmettin Erbakan            | 16. Aug. 2000    |
| 1. Sep. 2000        | Hüseyin Avni Bıçaklı   | | Bülent Ecevit                | 13. Feb. 2005    |
| 15. Feb. 2005       | Ercan Özer             | | Recep Tayyip Erdoğan         | 12. Nov. 2009    |
| 17. Apr. 2010       | Şakir Özkan Torunlar   | | Recep Tayyip Erdoğan         | 1. Feb. 2014     |
| 1. Feb. 2014        | Mustafa Sarnıç         | (* 1969 in Bursa) | Ahmet Davutoğlu              |                  |